# Levico Terme
Levico Terme (Lévego in dialetto trentino, Leve in cimbro, Löweneck in tedesco) è un comune italiano di 8 281 abitanti della provincia autonoma di Trento in Trentino-Alto Adige.

## Geografia fisica

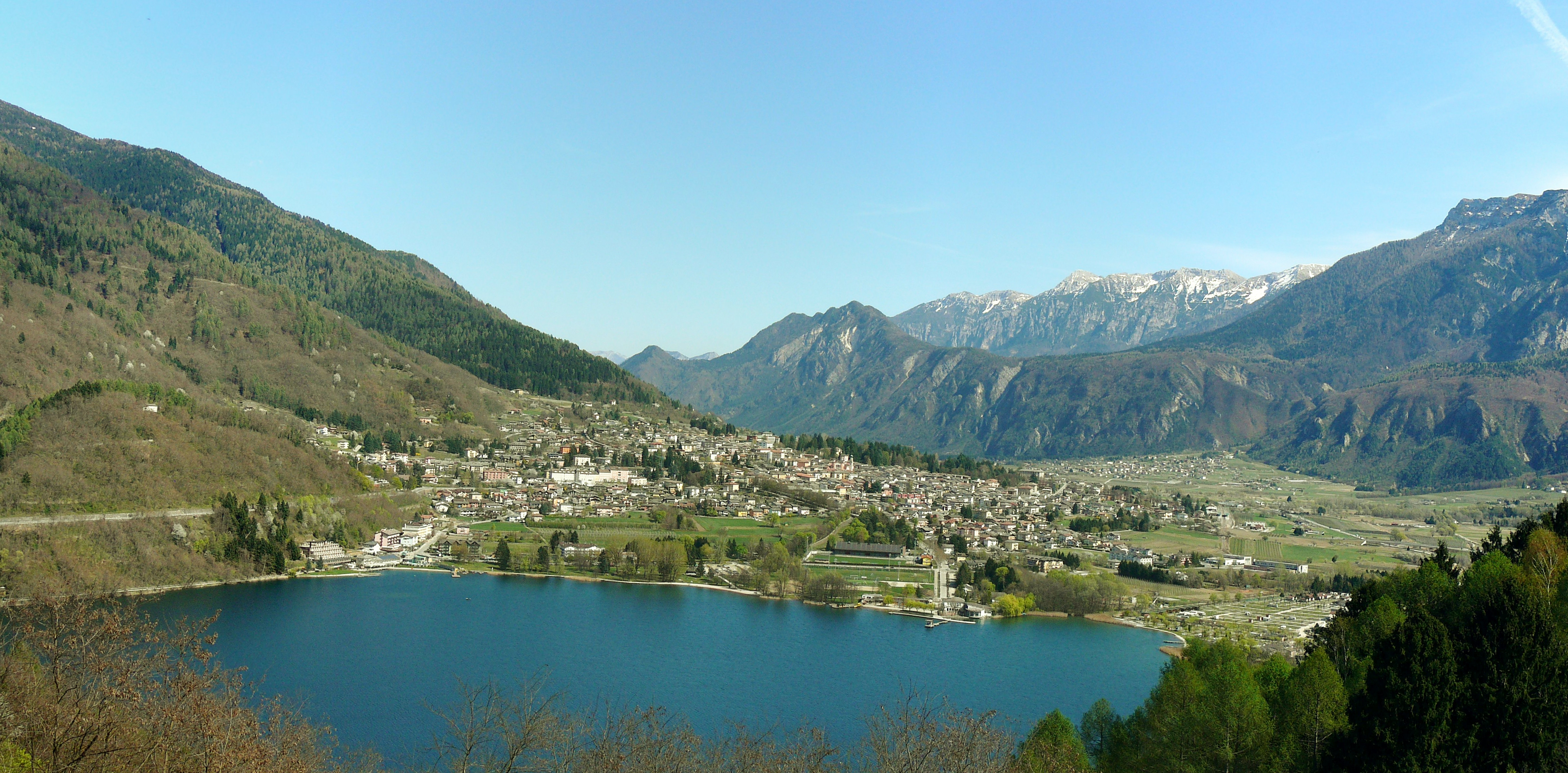
Il paese ed il lago

Levico Terme è situata nel punto più alto del fondovalle della Valsugana a 520 metri sul livello del mare, a 22 km da Trento e a circa 110 km da Padova, sul conoide formato dai detriti del Rio Maggiore, immissario del Lago di Levico da cui nasce il fiume Brenta. La città è dominata dalle montagne del gruppo del Lagorai a nord, con il Monte Fronte (1582 m) e il Monte Panarotta (2002 m), e dalla zona degli Altipiani a sud, comprendenti la Cima Vezzena o Pizzo di Levico (1908 m), con il suo caratteristico forte austro-ungarico sulla vetta, la Cima Pegolara (1152 m), Cima Mandriolo (2052 m) e gli altipiani di Vezzena e Lavarone. Ad ovest la prospettiva sull'Alta Valsugana è chiusa dal Gruppo della Vigolana, mentre ad est si può vedere fino ad oltre Borgo Valsugana.
Il lago di Levico si è formato in tempi relativamente recenti, a causa dello sbarramento alluvionale del tratto di valle compreso fra il colle di Tenna e la Canzana da parte del Rio Vignola e del Rio Maggiore, gli unici immissari esclusi alcuni ruscelli spesso senza nome, eccetto il cosiddetto Marlezzo che segnava, storicamente, il confine fra Levico e Pergine. È il terzo lago interamente trentino per estensione (1,164 km²), lungo 2.840 metri, largo 950 metri nel punto di larghezza massima, e con una massima profondità di 38 metri. Le sue sponde ospitano un Lido e un annesso parco, nonché caratteristici canneti. Il lago è sufficientemente esteso per garantire una relativa mitigazione del clima, specie nella zona più vicina ad esso.
L'agglomerato urbano è concentrato nel fondovalle, con il principale nucleo abitato sulla sponda sinistra del Brenta (insieme alla frazione di Selva e a Campiello, più distante), e le altre frazioni (Barco, Quaere, Santa Giuliana) sulla sponda destra. Le altre località e frazioni non presenti nel fondovalle hanno un numero di abitanti molto ridotto e spesso legato alle fluttuazioni stagionali legate al turismo (Vetriolo Terme, 1500 m) ed alle attività montane (Passo Vezzena, 1402 m).
Levico Terme si compone di sei rioni, comunemente chiamati anche quartieri: Chiesa (nord-ovest), Furo (nord-est), Grande (sud-ovest) e Cortina (sud-est) nel nucleo principale del Comune; Oltrebrenta, che comprende tutte le frazioni a sud del fiume (Barco, S.Giuliana, Quaere) e Selva, che comprende l'omonimo borgo sito nelle immediate adiacenze ad est del nucleo principale.

## Storia

### Storia antica
Le origini di insediamenti stabili nella zona di Levico si possono ricondurre all'età del ferro (ritrovamenti sul Colle di San Biagio), anche se un vero e proprio insediamento organizzato si ha solo in epoca romana, come testimoniato da ritrovamenti quali oggetti, monete ed anche un sarcofago di età imperiale. L'etimologia del nome è tuttora oscura, con alcune interpretazioni che fanno derivare Levico da termini quali celtici leoug, leak o lewa, che significano "pietra di termine/confine", dal gentilizio barbarico Letta, da cui Levi vicus poi contratto in Levicus, oppure dal latino (praedium) Livicune ("podere di Livio", poi volgarizzato in Lievigo e Levego) o laevus vicus, col significato di villaggio sinistro (a sinistra del Brenta) o villaggio elevato (sulle pendici del Monte Fronte). Queste ultime sembrano le interpretazioni più condivise, data l'abbondanza di termini latini nella topografia levicense, come ad esempio il quartiere Furo, di chiarissima origine latina (Forum).
La successiva presenza longobarda è citata in vari documenti e, anch'essa, in toponimi quali Guizza (da wizza, "pascolo della comunità").

### Principato Vescovile di Trento
Nel 1027, con la donazione dell'imperatore Corrado II il Salico al Vescovo Udalrico II, fu istituito il Principato Vescovile di Trento che comprendeva anche i territori di Levico. Com'era però comune all'epoca, l'assegnazione del potere temporale al Vescovo di Trento non implicava anche l'assoggettamento al potere spirituale dello stesso: infatti Levico rimase parte della diocesi di Feltre fino al 1786.
Il nome di Levico (come Levigo) compare per la prima volta in un documento datato 29 ottobre 1184: una bolla del papa Lucio III conferma al vescovo di Feltre tutti i suoi diritti nei territori della diocesi feltrina in Valsugana.
Levico prese parte all'insurrezione di Rodolfo Belenzani per l'affermazione delle libertà comunali nel 1407, e nel 1431 la communitas Levigi si dotò di una carta di regola in 39 paragrafi, successivamente rivista nel 1479 e ulteriormente arricchita sul finire del XVI secolo. I levicani, poi, furono tra i primi fautori della cosiddetta "guerra rustica" dell'agosto del 1525, una rivolta dei contadini della Valsugana, che marciarono su Trento contro il Capitano Vescovile Graziadeo Galasso, che fu soffocata nel sangue.
Nel corso del Settecento, tramite alcune pubblicazioni scientifiche, si diffusero le notizie sulle proprietà terapeutiche delle acque minerali arsenicali-ferruginose sgorganti da sorgenti della zona del Monte Fronte, già menzionate da Michelangelo Mariani nella sua Storia del Concilio di Trento nel 1673. Successivamente, nel 1860, verrà costituita una Società balneare per le cure e sorsero stabilimenti termali presso Vetriolo, da cui l'acqua veniva portata a valle verso il cosiddetto Stabilimento Vecchio in paese.

### Dalla cessione all'Austria ai giorni nostri

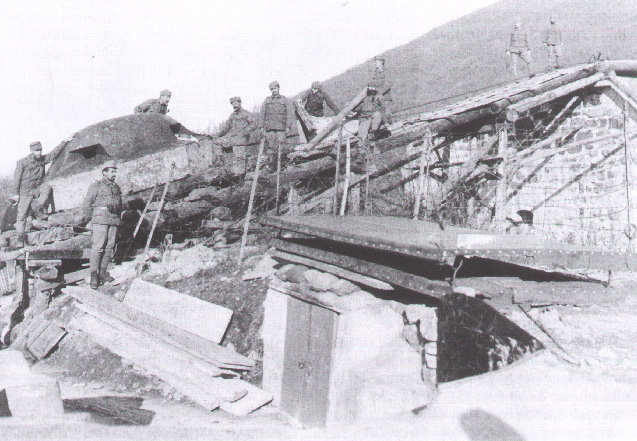
Il forte Col de le Bene nel 1915

Nel 1778 la Valsugana fu ceduta dai Conti del Tirolo alla Casa d'Austria, e l'Imperatrice Maria Teresa prese possesso di Levico il 29 maggio dell'anno seguente.
Dopo due tremende epidemie di peste nel 1575 e nel 1636, nel settembre 1796 Napoleone, dopo aver vinto gli austriaci nel Veneto, salì fino a Trento lungo la Valsugana, trovando una leggera resistenza tirolese proprio a Levico, definita, forse con lieve ironia, loco ameno et hospitale. Il territorio del Tirolo italiano subì poi gli sconvolgimenti politici del periodo napoleonico e della Restaurazione.
Lo stesso percorso di Napoleone Bonaparte fu poi compiuto, settant'anni dopo, dal Generale Medici nel 1866, durante la terza guerra di indipendenza, con uno scontro fra truppe italiane ed austriache avvenuto nella tarda serata del 23 luglio presso il vecchio cimitero della chiesetta della Madonna del Pezo.
Il 1º aprile 1894, Levico fu elevata al rango di città dall'Imperatore Francesco Giuseppe I, e nel 1896 saluta l'inaugurazione della ferrovia della Valsugana. Durante la prima guerra mondiale la città si trovava proprio sulla linea del fronte come tutta la Valsugana: l'evacuazione fu rapida, sia per motivi di sicurezza della popolazione che per ridurre sospettate collusioni irredentiste con il nemico, e la popolazione venne dislocata in zone più interne dell'Impero austro-ungarico. Molti finirono in Moravia nelle città di legno, mentre un gruppo di cosiddetti "politicamente inaffidabili", cioè irredentisti furono internati nel campo di Katzenau. Si tenga presente che la maggior parte della popolazione del Tirolo Italiano era ritenuta fedele all'Impero. Alcide De Gasperi, parlamentare trentino al Parlamento Imperiale di Vienna, parlando nel settembre 1914 con l'ambasciatore austriaco a Roma, osservava come, nel caso di un plebiscito, il 90% dei cittadini avrebbe optato per l'Austria.
La città fu duramente colpita dalle devastazioni della Grande Guerra e la ricostruzione procedette a rilento, anche prelevando indiscriminatamente materiali, particolarmente metalli, dai forti austriaci ormai in disuso, mandandone la maggior parte in rovina. Nella Seconda Guerra Mondiale Levico fu toccata solo in maniera relativa fino all'8 settembre 1943, quando, insieme al resto del Trentino, entrò a far parte del cosiddetto Alpenvorland, annesso al Reich nazista. La città fu, curiosamente, scelta per ospitare il Comando generale della marina da guerra del Reich nonostante essa disti più di 150 km dal mare, e subì vari bombardamenti, di cui il più pesante avvenne il 15 marzo 1945 con la distruzione dello stabilimento termale e dell'albergo Regina, all'epoca uno dei più lussuosi e rinomati alberghi del Trentino, al cui posto venne costruito, negli anni sessanta, il nuovo palazzo delle Terme.

### Simboli
Stemma
Lo stemma comunale era stato approvato con Deliberazione Imperiale 01/04/1894 e in seguito riconosciuto con decreto del Capo del governo del 31 gennaio 1929.
La versione attuale è stata approvata assieme al gonfalone con D.G.P. del 13/05/1994, n. 5561.
Gonfalone
Il gonfalone in uso è un drappo di azzurro alla fascia di giallo approvato con D.G.P. del 13 maggio 1994.
In precedenza era stato approvato un gonfalone con D.G.P. 01/10/1982 n. 13327/3-B: Drappo rettangolare cadente, partito oro e azzurro, lato inferiore con tre code caricato da un lato dello stemma comunale contornato da corona di rami di quercia e dall'altro lato della iscrizione centrata "Comune di Levico Terme" - asta in metallo.

## Monumenti e luoghi d'interesse

### Architetture religiose

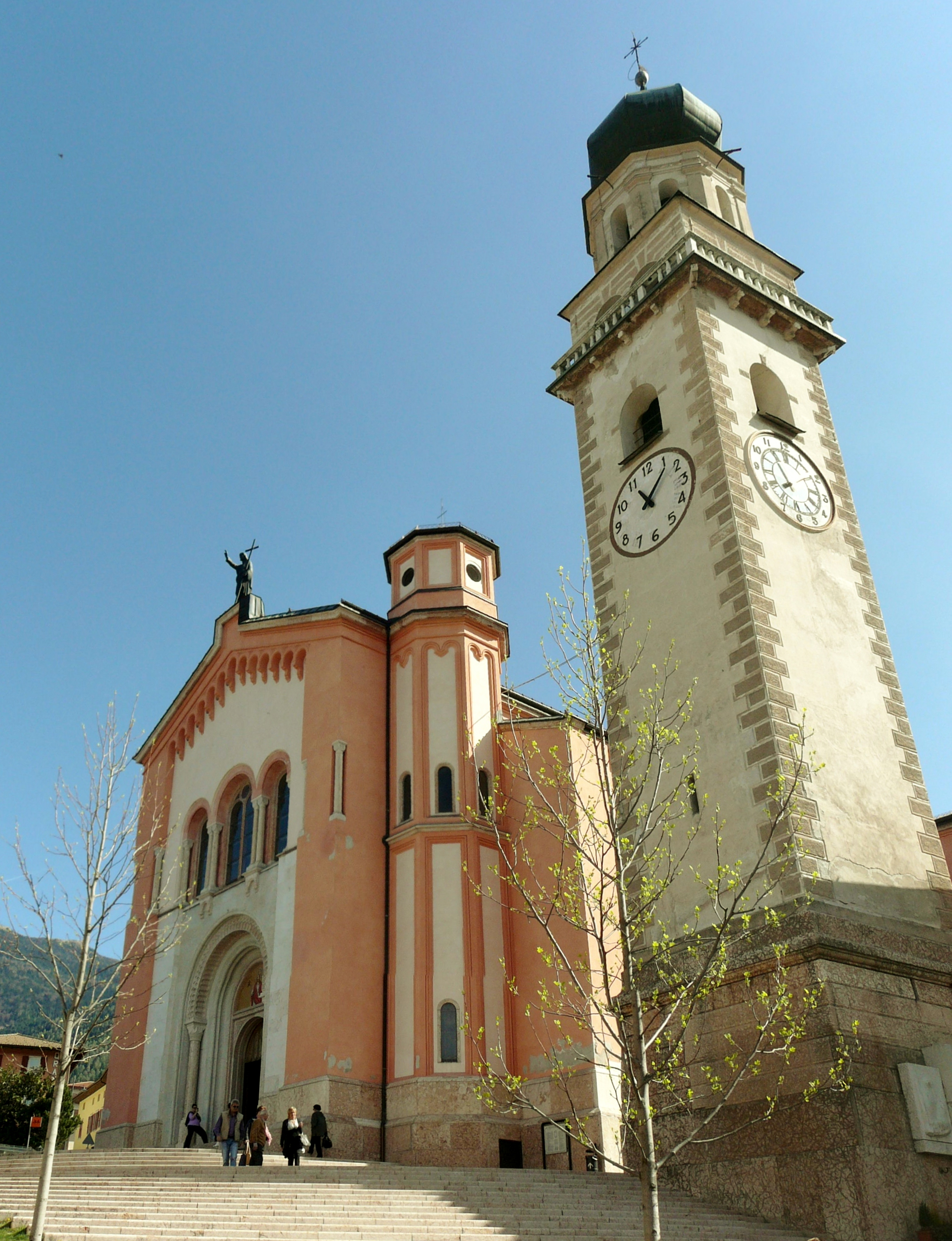
Chiesa del Santissimo Redentore.

- Chiesa del Santissimo Redentore, costruita tra il 1872 e il 1877 dall'architetto Leopoldo de Claricini sul sito di una chiesa medioevale, la quale, secondo gli storici, sorgeva sopra un luogo di culto paleocristiano, nonostante non siano state condotte ricerche sull'argomento. La grande statua del Redentore sopra l'ingresso della chiesa è del 1946, l'altare maggiore, di Josef Runggaldier risale al 1882 così come il Crocifisso con statue lignee, e la decorazione è dei primi del secolo. È la chiesa più grande della Diocesi di Trento se si eccettua la Cattedrale di S. Vigilio nel capoluogo.
- Chiesa della Madonna del Pezzo (chiesa della Madonna del peccio), di dimensioni molto ridotte e a cui i levicensi sono particolarmente affezionati. Si trova vicino al parco delle Terme.
- Chiesa di San Biagio, sul colle omonimo, ad ovest del centro abitato. Chiesetta trecentesca, la cui navatella risale almeno al secolo XI, con all'interno pregevoli affreschi risalenti al XIV e al XVI secolo. Presenta accanto ad essa rovine di un romitaggio, di cui si parla fino al '700.
- Chiesa della Madonna della Neve, nella frazione di Vetriolo Terme, edificata nel 1940 e che custodisce un prezioso crocifisso gotico trecentesco, in precedenza situato in un magazzino comunale. La chiesa è particolare per il suo porticato verso sud, che offre una vista sulla Valsugana.
- Chiesa di Santa Giuliana, nella frazione di Santa Giuliana.
- Chiesa di San Taddeo, nella frazione di Barco.
- Chiesa dei Santi Fabiano e Sebastiano, nella frazione di Selva.

### Architetture civili
- Torre del Belvedere. All'incrocio tra via Caproni e via Roma si trova la torre del Belvedere, edificata nella prima metà dell'Ottocento dall'allora Podestà Emilio degli Avancini, a pianta ottagonale ed alta 18 metri.

### Architetture militari
- Castel Selva. Le sue rovine dominano l'omonimo abitato. Risale al XII secolo, durante il XVI secolo fu decorato in maniera sontuosa da Bernardo Clesio, che ne fece la sua residenza estiva, e proprio per questo durante il Concilio di Trento fu residenza di molti emissari giunti per assistere ai lavori, tra cui Marcello Corvini (futuro papa Marcello II) e Reginald Pole, arcivescovo di Canterbury assieme al principe vescovo Cristoforo Madruzzo e al segretario del Concilio, Massarello. In disuso, fu poi acquistato dal Comune di Levico nel 1779, dal quale fu utilizzato come ricavo di materiali da costruzione: le abitazioni più antiche di Selva di Levico, infatti, sono costruite principalmente con le pietre di Castel Selva, e in alcuni casi le travi decorate sono ancora elementi portanti di questi edifici.

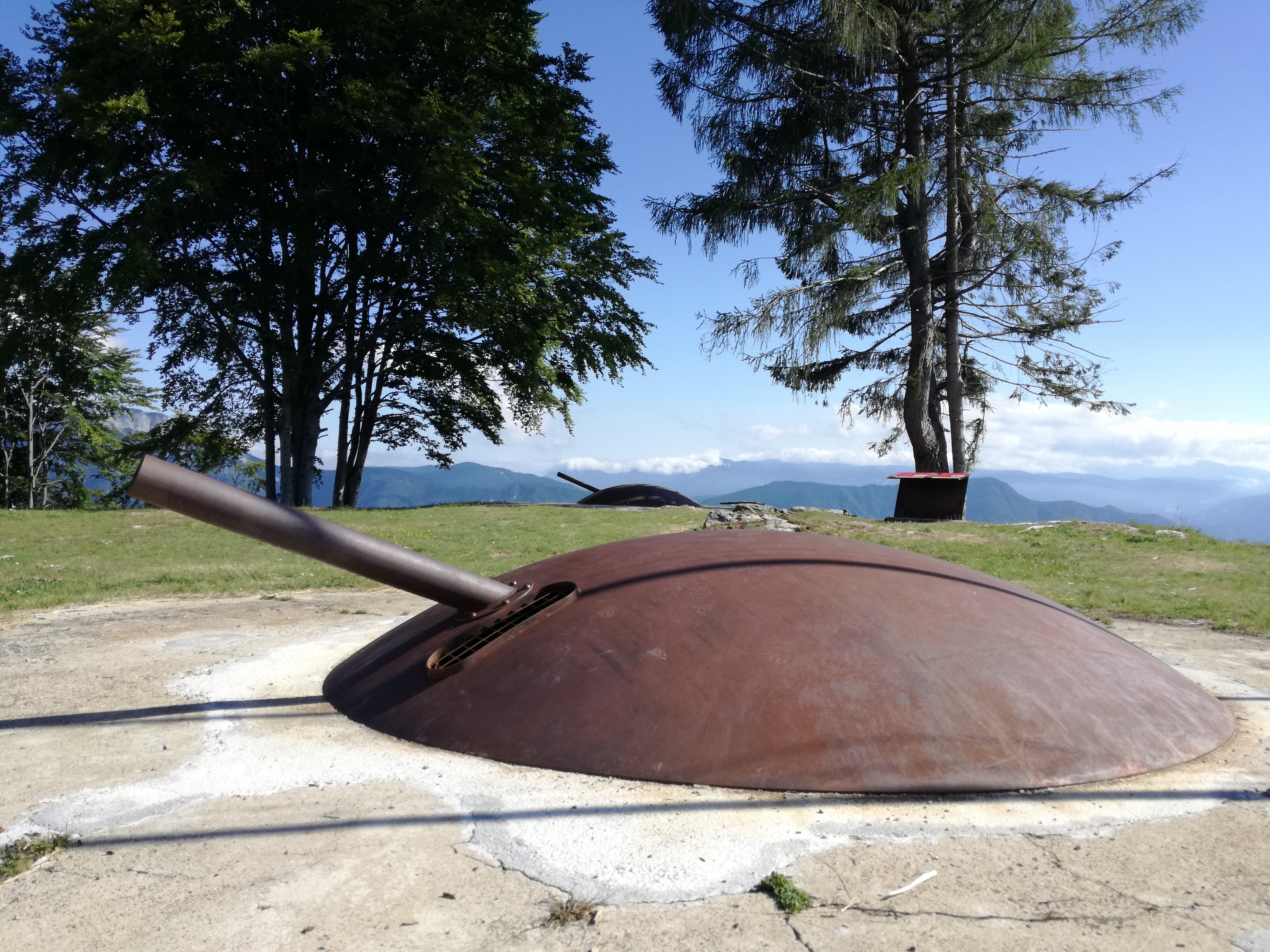
Cupole ricostruite in forma approssimativa sulla Busa Grande

- Fortificazioni austro-ungariche. Nel territorio comunale di Levico Terme si trovano varie fortificazioni austro-ungariche, costruite a difesa del confine meridionale dell'Impero, facenti parte del Rayon I Tirol del sistema di fortificazioni austriache.
- Forte Col de le Bene, nel fondovalle,  costruito tra il 1884 e il 1890 sul colle di San Biagio, a 660 metri di quota, con l'opera gemella del Forte Tenna, entrambi disarmati nella primavera del 1915 per essere utilizzati come depositi per la batteria di artiglieria sul monte Busa Grande.
- Forte Verle e Forte Vezzena sull'altopiano di Vezzena. Il Forte Verle si trova al bordo dell'omonima Busa, a 1506 metri, e serviva ad impedire un'eventuale avanzata italiana dalla Val d'Assa. Costruito tra il 1909 e il 1913, fu colpito pesantemente dall'artiglieria italiana durante il primo anno di guerra, ma non fu mai conquistato. Dopo l'avanzata austriaca del 1916, servì come posto di collegamento e osservazione. Il forte è in grave stato di degrado, con numerosi crolli che ne impediscono la visita. Il Forte Vezzena fu costruito tra il 1910 e il 1914, spianando la vetta della Cima Vezzena, a 1908 metri di quota, e serviva come forte di collegamento e punto di osservazione, data la sua posizione elevata con un'ampia vista sia sugli Altopiani di Vezzena e Lavarone, sia sull'Alta Valsugana; ruolo che lo rese obiettivo dell'attacco da parte degli Alpini del battaglione "Bassano" nei primi giorni di guerra, offensiva che fu però respinta dalla guarnigione del forte, e successivamente bersaglio di incessanti bombardamenti dell'artiglieria del Regno d'Italia. Il saccheggio degli anni venti e trenta per il recupero dei materiali di costruzione, soprattutto ferro e pietre calcaree, ha lasciato il forte in uno stato di elevato degrado e visitabile soltanto nelle sue parti esterne. In ricorrenza del centenario della Grande Guerra queste opere, a parte il Forte Verle, furono sottoposti a vari lavori di recupero e restauro.
- Sepolcreto militare austro-ungarico di Levico. Annesso al Cimitero civile si trova uno dei Cimiteri di guerra della prima guerra mondiale, inaugurato tre anni dopo l'armistizio, il 4 novembre 1921. Vi sono sepolti oltre mille caduti nelle battaglie dell'Altopiano di Vezzena: 665 austriaci, 103 polacchi, 89 ungheresi, 55 serbi-sloveni-croati, 23 cecoslovacchi, 10 rumeni, 10 italiani, 6 tedeschi, 17 ignoti. La preponderanza dei soldati dell'esercito austro-ungarico si spiega con il fatto che la maggior parte delle salme italiane vennero successivamente tumulate nei grandi sacrari militare di Rovereto ed Asiago, voluti dal regime fascista.[13]

### Aree naturali

#### Parco delle Terme

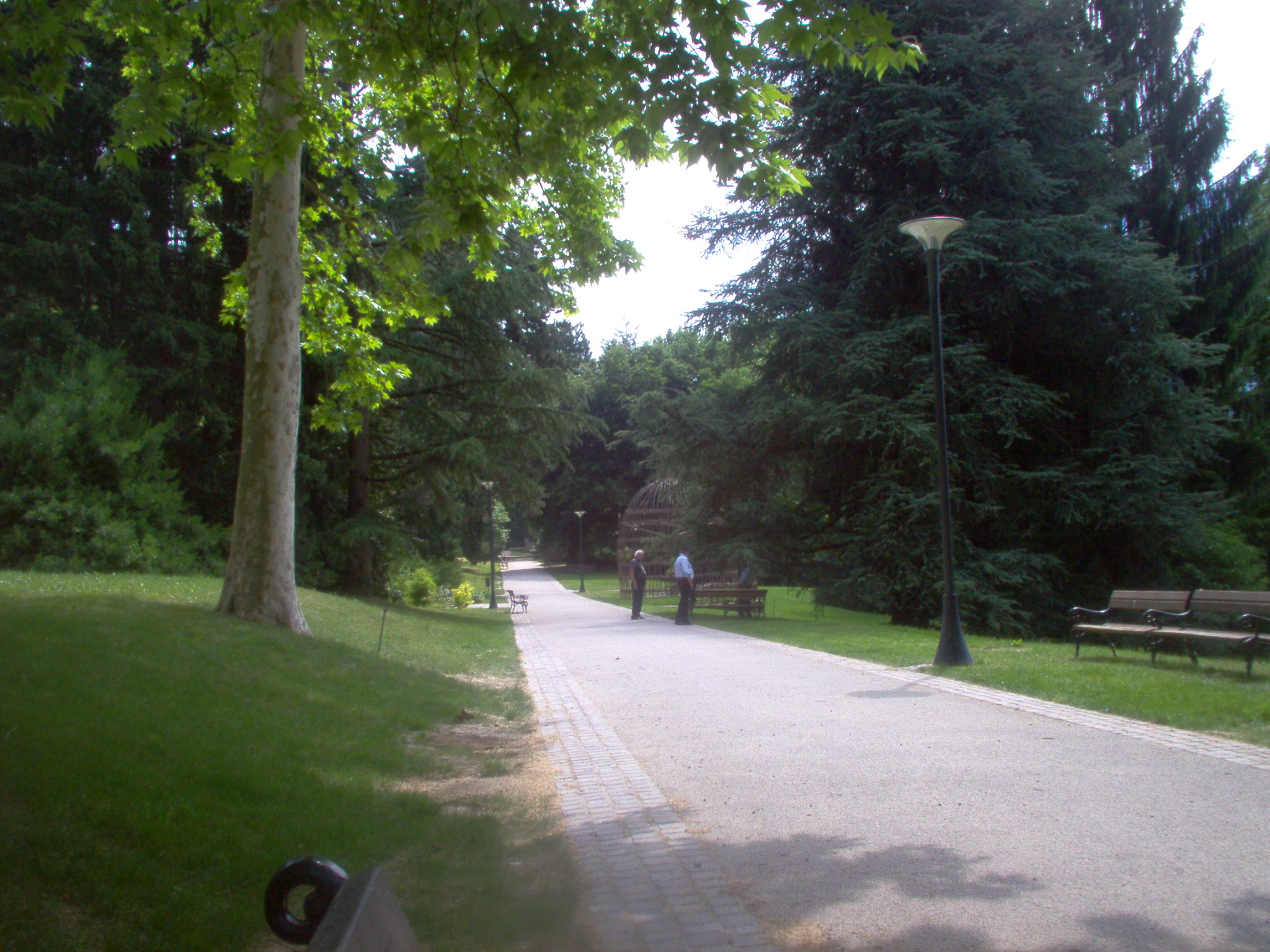
Parco di Levico

Levico Terme comprende il parco storico più grande della provincia di Trento, nel quale si possono trovare 76 specie di alberi e un totale di 125 specie arbustive, per un totale di oltre 550 piante. 
Ha una superficie di 131.669,47 m², di cui 107.301,93 m² di superficie a verde pubblico, è stato inaugurato nel 1905, ed è sede di manifestazioni quali Ortinparco sul tema dell'orticoltura e dei giardini l'ultima settimana di aprile, ed il mercatino di Natale di Levico, aperto da fine novembre all'Epifania. In origine il parco era prettamente primaverile, ma il Servizio Conservazione della Natura e Valorizzazione Ambientale della Provincia di Trento che gestisce il parco ha inserito molte note di colore in tutte le stagioni dell'anno, compreso l'inverno con le numerose conifere.

##### Storia del Parco
La storia del parco inizia nel 1898, quando Julius Adrian Pollacsek comprò un terreno arativo di pregio (su cui erano coltivati viti e gelsi) per la ragguardevole somma di 100.000 fiorini con lo scopo di costruire un luogo termale dove costruire un albergo. Nel 1900 il giardiniere Georg Ziehl disegnò il parco e dal suo disegno costruirono un grande giardino termale con varie passeggiate, che venne inaugurato nel 1905. A quell'epoca risalgono le tuie giganti e la Villa Paradiso.
Il parco è aperto tutto l'anno, tutti i giorni, tutto il giorno.
A partire dal 2004 all'interno del Parco viene allestito il Mercatino di Natale di Levico Terme, con caratteristiche "casette" disposte lungo i viali.

#### Parco della memoria
Dal maggio 2005 esiste a Levico Terme, nel giardino dell'ex Ospedale, un giardino dedicato ai Giusti che si sono opposti ai genocidi e ai crimini contro l'umanità in tutto il mondo. Il primo Giusto a essere commemorato è stato Giorgio Perlasca che, fingendosi diplomatico spagnolo, ha salvato migliaia di ebrei a Budapest durante la Shoah. Altre piante e stele ricordano il genocidio degli armeni, le vittime dei gulag e delle foibe.

### Siti archeologici

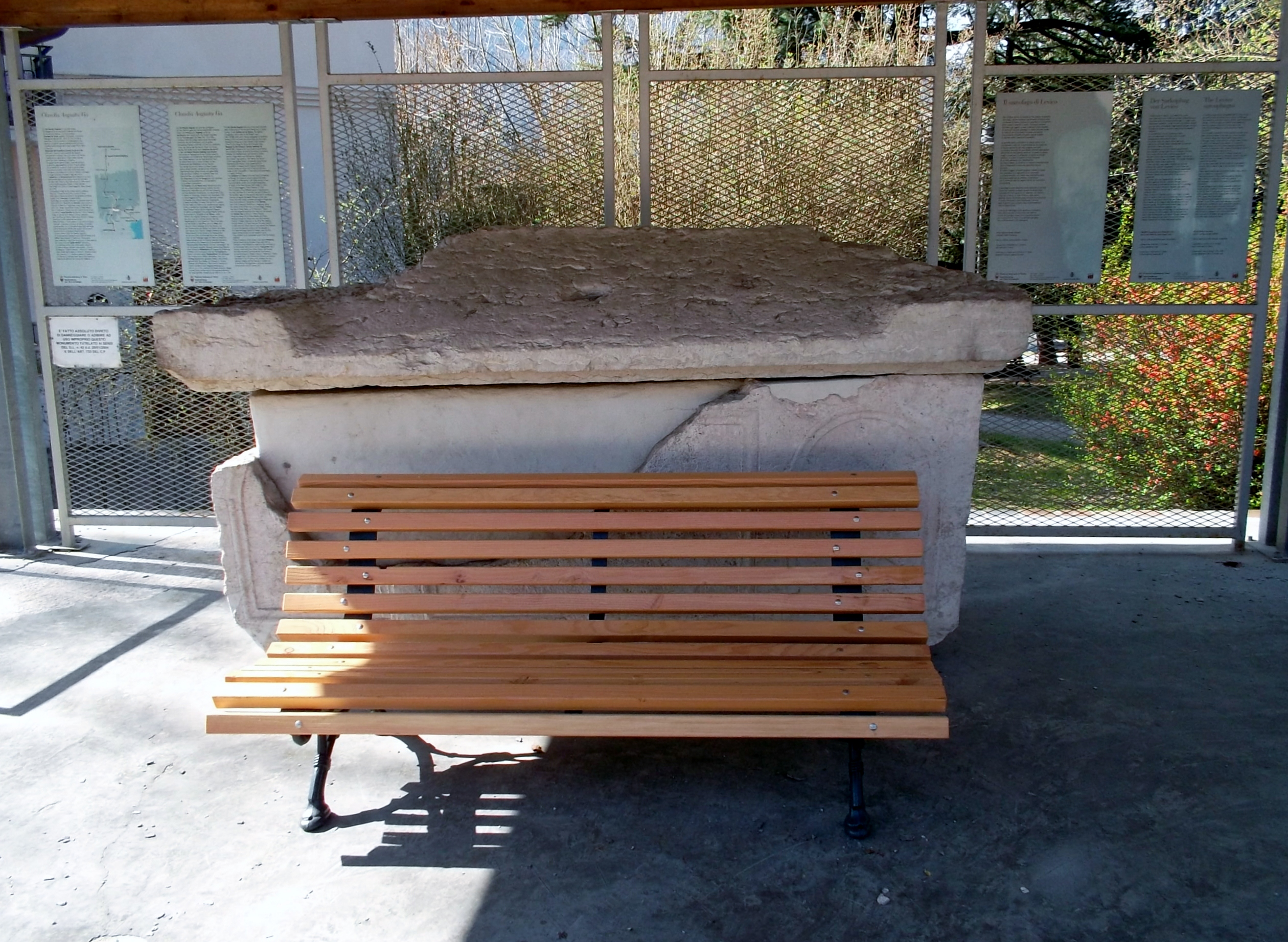
Il sarcofago ritrovato a Levico

Nel 1858 in località Pra, nei pressi della stazione ferroviaria, fu scoperta casualmente un'area cimiteriale della stessa epoca, con sepolture a inumazione dentro casse in laterizio o pietra.
Purtroppo vennero distrutte tutte le sepolture e gli oggetti contenuti in esse furono dispersi. L'unico rimanente è un sarcofago in pietra calcarea locale, finemente decorato. Si tratta di un monumento funerario normalmente collocato all'aperto o inserito in appositi edifici sepolcrali.
Questa grande vasca, tutta di un pezzo, doveva contenere la salma di un defunto; il tutto era sormontato da un coperchio a doppio spiovente con rialzi regolari. La fronte è decorata da una tabella centrale con accanto due specchi centinati. In quello di destra, meglio conservato, è raffigurato un piatto sacrificale, mentre in quello di sinistra è difficile identificare quale oggetto sia raffigurato. Sul lato destro invece si trova una bocca.
Questo sarcofago venne realizzato presumibilmente in zona, nonostante sia simile ad altri modelli in calcare rosso del II e III secolo a.C. ritrovati a Trento, in Val di Non e nell'Alto Garda.
L'uso di tale sarcofago indica lo stato sociale ed economico della famiglia del defunto, probabilmente dei proprietari terrieri provenienti da Feltre.
Ad oggi è esposto vicino all'entrata sud del Parco delle Terme.

## Società

### Evoluzione demografica
Abitanti censiti

## Geografia antropica

### Frazioni

#### Barco
Frazione posta "oltrebrenta", cioè sulla destra orografica del fiume. La sua economia è prevalentemente basata sull'agricoltura. Al centro dell'abitato si trova la chiesa di San Taddeo che risale al 1864. Durante l'anno nella piazza della chiesa si svolgono varie manifestazioni, fra le quali la festa per il patrono san Taddeo e quella di carnevale, detta nel dialetto locale Sgnocolada Barcarola, tradizionalmente con gnocchi di patate per tutti i partecipanti. La frazione ha una popolazione che si aggira intorno alle 600-700 persone,chiamate in dialetto barcaroli.

#### Campiello
Piccola frazione pressoché adiacente al Comune di Novaledo, sparsa sul conoide del Rio Repoèr. Ai tempi del Principato Vescovile di Trento, il Maso di San Desiderio, che si trova in questa frazione, segnava il confine tra i territori ad influenza austriaca/tirolese ed i territori che facevano capo alla Serenissima.

#### Quaere
Una delle frazioni più piccole, si trova sulla destra del fiume Brenta, adiacente alla frazione Lochere del Comune di Caldonazzo ad Ovest e confinante con la frazione Santa Giuliana ad Est. È attraversata dal sentiero europeo E5.

#### Santa Giuliana
Con Barco e Selva è una delle tre frazioni "maggiori" del Comune. Situata sulla destra del Brenta, vi sorgeva la chiesa di Santa Giuliana in Palude, nominata nel 1467 e probabilmente la prima Chiesa parrocchiale di Levico. La chiesa odierna è del 1930, ed ha la curiosità di avere nominato all'interno, come grande benefattore della chiesa, su una lapide, Benito Mussolini, assieme alla Regina Elena e ad Umberto di Savoia, i quali contribuirono economicamente alla costruzione dell'edificio.

#### Selva di Levico
Il borgo di Selva è situato poco ad est rispetto al capoluogo, e soprattutto negli ultimi tempi l'espansione di entrambi i centri abitati ha fatto sì che tra i due centri non ci sia più una netta distinzione, rappresentata ormai solo da un cippo in via de Gasparis. Molte delle case del centro sono state costruite con pietre saccheggiate dalle rovine di Castel Selva, che domina il paese.

#### Vetriolo Terme
Vetriolo Terme è la frazione più piccola come numero di abitanti, e negli anni novanta, dopo che nel secondo dopoguerra aveva conosciuto un buon sviluppo turistico, è stata paragonata quasi ad una città fantasma del West. Con la riapertura dello Stabilimento termale, alcune attività economiche sono riprese, seppure limitate principalmente ad un solo albergo su quattro precedentemente presenti. L'abbandono del paese ha determinato altresì l'abbandono della cabinovia che portava da esso fino agli impianti di Panarotta 2002, la quale è stata dismessa nel 1993 e la cui stazione a Vetriolo, dopo innumerevoli proposte di "rilancio", è stata definitivamente demolita nel 2000. La stazione a monte rimane inutilizzata.

## Economia

### Terme di Levico

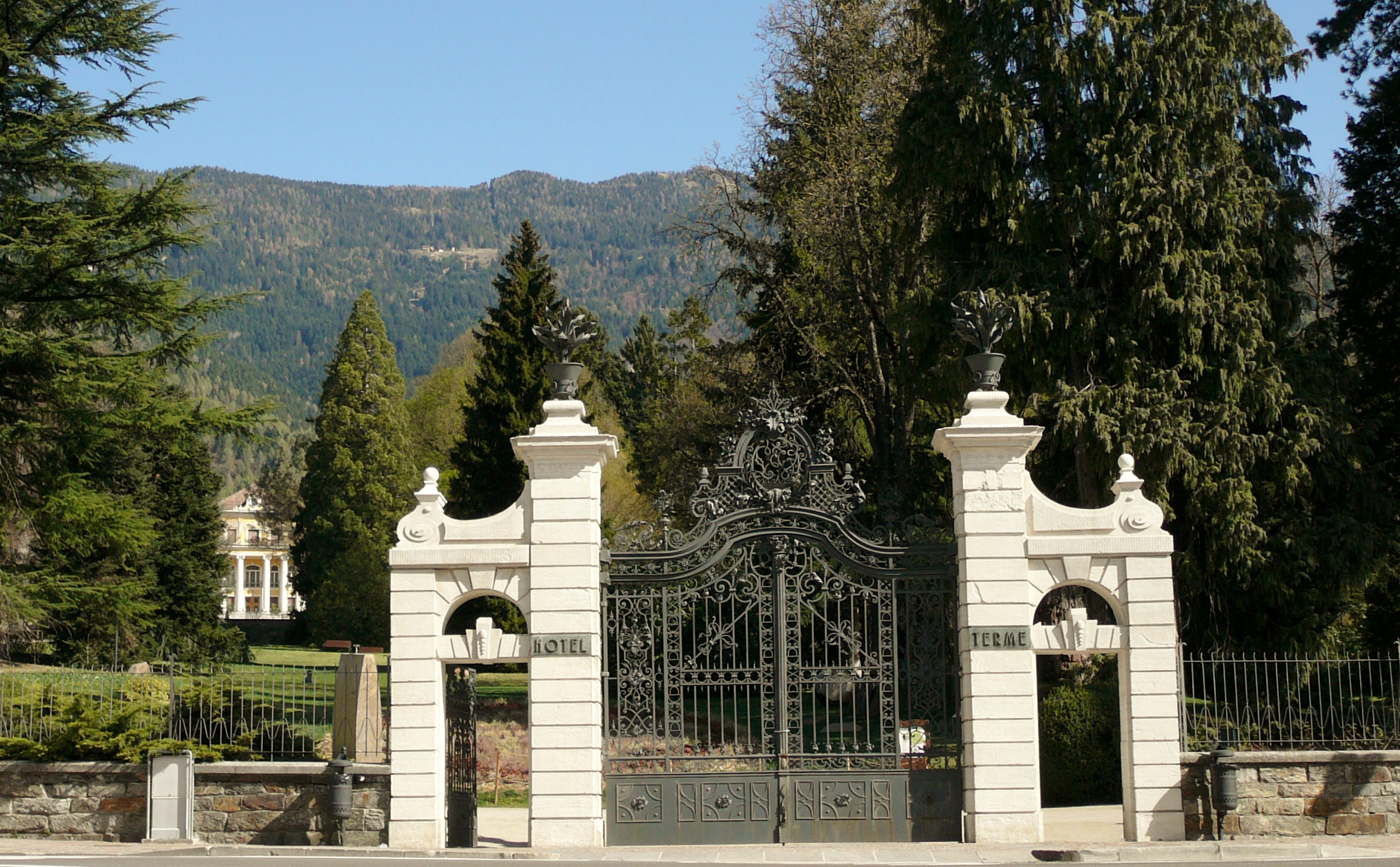
Ingresso alle terme

Nel Lagorai meridionale sono presenti varie sorgenti termali; le principali sono situate a Vetriolo Terme e nel comune vicino di Roncegno Terme. Le acque termali in questione sono fredde ed appartengono al gruppo delle acque arsenicali-ferruginose per la presenza del primo elemento (seppur in quantità relativamente basse) e per l'elevato contenuto del secondo, che dà all'acqua il suo tipico colore rosso/arancione scuro. Sono altresì molto acide per la presenza in dosi considerevoli di ione solforico e fosforico, e contiene anche altri oligoelementi come rame, manganese, nichel, cobalto e zinco.
Le acque dello Stabilimento termale di Levico vengono da due sorgenti sul Monte Fronte, le cui acque vengono denominate acqua "forte" e acqua "debole", a seconda del contenuto di sostanze minerali. L'acqua "forte" viene estratta dal fondo di una galleria detta "Canopa", scavata dai minatori d'argento attivi nel Lagorai durante il Medioevo (i Canopi, appunto), che viene detta Caverna del Vetriolo per la sua elevatissima acidità e che dà il nome al vicino abitato, mentre l'acqua "debole" esce dalla Caverna dell'Ocra, situata in un luogo ad un centinaio di metri di quota più in basso.

Il primo utilizzo delle acque venne dai minatori, che le utilizzavano per l'estrazione del cosiddetto vetriolo verde (solfato eptaidrato, FeSO4 • 7 H2O), e solo in seguito le acque vennero sfruttate a scopo terapeutico. Le prime cure balneari venivano effettuate a Vetriolo, ma dato il forte disagio nel raggiungere la località, situata a più di 1000 metri di quota oltre il fondovalle, vennero costruite delle condutture che portavano, ed in parte portano tuttora, le acque nel capoluogo comunale.

Nel 1860 venne fondata, da un gruppo di levicensi, la "Società Balneare", e venne costruito il cosiddetto Stabilimento Vecchio. Dopo alterne vicende e polemiche, nel 1897 subentrò una società d'affari internazionale, la "Società Berlinese", costituita da uomini d'affari principalmente austriaci e tedeschi e guidata da Julius (Giulio) Pollacseck. La Società Berlinese diede un forte slancio all'attività di sfruttamento delle acque con la costruzione dello Stabilimento Nuovo in località Caodigne, assieme al Parco di cui si è detto sopra, e la costruzione di una nuova strada di accesso a Vetriolo, corrispondente quasi interamente all'odierna Strada Provinciale 11 di Vetriolo.

Il periodo d'oro dello stabilimento termale si interruppe bruscamente con lo scoppio della prima guerra mondiale, nella quale il paese venne quasi completamente evacuato. Al termine del conflitto, l'amministrazione comunale di Levico assunse la gestione della stazione termale, nonostante il primo dopoguerra non consentisse un giro d'affari nemmeno paragonabile con il periodo precedente alle ostilità. Nel 1930 il Demanio dello Stato assunse la proprietà del complesso termale nella sua interezza, avviando poi la costruzione del nuovo stabilimento termale a Vetriolo, in sostituzione di quello vecchio, ormai pressoché inutilizzabile.
La Seconda guerra mondiale portò ad un'altra interruzione delle attività, con la distruzione dello Stabilimento Vecchio sotto i bombardamenti alleati del 15 marzo 1945. Alla fine del conflitto, la neo-costituita Regione Trentino-Alto Adige subentrò nella proprietà, che avviò la ristrutturazione di tutti gli edifici termali, compresa la ricostruzione dello Stabilimento Vecchio a una distanza di poche decine di metri, terminata negli anni settanta. Nel 1972, con il Secondo Statuto d'autonomia, il complesso passò alla Provincia Autonoma di Trento. Negli anni novanta viene nuovamente ristrutturato lo stabilimento di Vetriolo, che riapre al pubblico nel 1999.

Le acque arsenicali-ferruginose vengono utilizzate per la cura di patologie ansiose, cura e prevenzione delle affezioni alle alte vie respiratorie, anche dovute ad inquinanti come lo smog, artrosi, reumatismi, artriti reumatiche e psorisiache, postumi di fratture, malattie della tiroide, della pelle, e malattie ginecologiche.

## Infrastrutture e trasporti

La stazione ferroviaria di Levico.

A Levico esiste la stazione di Levico Terme, una fermata della ferrovia della Valsugana che collega Trento a Venezia.
Inoltre la Strada statale 47 della Valsugana attraversa la città e mette in collegamento Trento con Padova. Sempre a Levico partono la strada provinciale SP 228 e la SP 1.

## Amministrazione

### Gemellaggi
- Hausham, dal 1959.[18]

### Variazioni
La denominazione del comune, fino al 1969, era Levico.

## Location cinematografica
- La dama velata, serie televisiva (2015)

## Sport
La 18ª tappa del Giro d'Italia 1988, una cronometro individuale, si è conclusa a Vetriolo con la vittoria dello statunitense Andrew Hampsten.
Nell'estate 2008, l'Unione Sportiva Città di Palermo vi ha svolto la seconda fase della preparazione precampionato. Anche la ex-squadra di serie A Parma è venuta per il ritiro pre-campionato per due anni consecutivi: 2010 e 2011.
Levico Terme ha la propria squadra di calcio, l'U.S. Levico Terme, fondato nel 1958 e militante nel campionato di Serie D, e, assieme ad altri paesi dell'Alta Valsugana, fa parte della società di pallavolo Alta Valsugana Volley, formata dalle ex Civezzano Volley, Pergine Volley e Pallavolo Levico.
La quinta tappa del Tour of the Alps 2024 è partita e si è conclusa a Levico.
Levico, inoltre, co-gestisce con Pergine gli impianti di risalita sul Monte Panarotta, sede, negli ultimi anni, del Trofeo Topolino di sci alpino.